# Pierrot Van den Bossche
Pierrot Van den Bossche is een personage in de VTM-televisieserie Familie. Het personage werd gespeeld door Steve Mees.

## Overzicht
Pierrot is de tweede zoon van Rita Van den Bossche en werd vernoemd naar zijn grootvader, Pierre Van den Bossche. Pierrot is de zoon van Dirk Cockelaere. Daar Rita Dirk nooit als vader erkend heeft heet het personage in feite Pierrot Van den Bossche. Soms wordt echter ook Pierrot Cockelaere aangehouden.
Pierrot heeft al sinds het begin van de serie last van vermoeidheid. Op aandringen van de dokter gaat Rita met Pierrot naar het ziekenhuis waar na een reeks onderzoeken een ernstige vorm van pancytomie wordt vastgesteld. Peter Van den Bossche blijkt een geschikte beenmergdonor te zijn en na een beenmergtransplantatie gaat het tijdelijk beter met Pierrot maar uiteindelijk gaat zijn toestand sterk achteruit en sterft Pierrot aan de ziekte.
Na de dood van Pierrot wordt Rita opnieuw zwanger en geeft ze het kind dezelfde naam.